# Битва під Жилинцями
Битва під Жилинцями (пол. Bitwa pod Zieleńcami) битва російсько-польської війни 1792 року в обороні польської Конституції 3 травня. Відбулася 18 червня 1792 року між селами Жилинці і Городище Кременецького повіту Волинського воєводства (нині — Шепетівської міської громади Шепетівського району Хмельницької області) між Військом Речі Посполитої на чолі з Юзефом Понятовським і Російською імператорської армією під командуванням Іраклія Моркова. Битва закінчилася польською перемогою, оскільки російські підрозділи були відкинуті, хоч поляки незабаром й відійшли з поля бою продовжуючи стратегічний відступ.

## Передумови

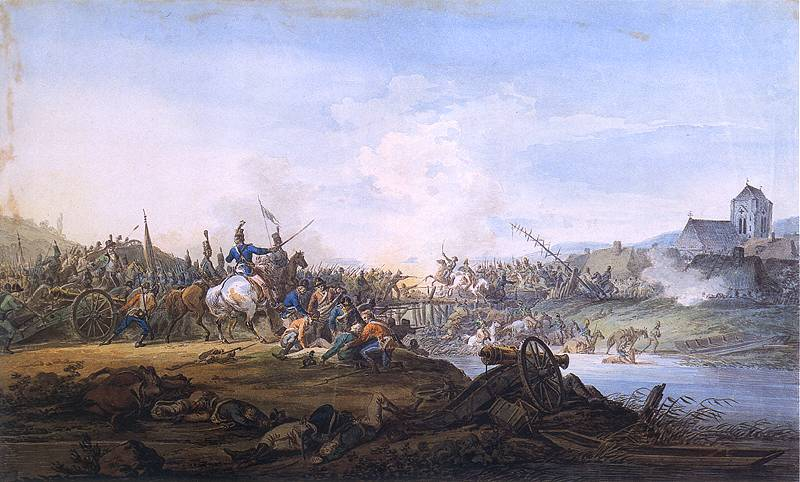
Картина Олександра Орловського «Битва під Зеленцями»

Після успіху під Борушківцями російський командувач генерал Михайло Каховський надіслав із корпуса генерала Кутузова навздогін відступаючій на захід коронній армії 11-тисячну дивізію генерал-майора Іраклія Моркова з 24 гарматами, посилену козаками Орлова. Загін генерал-майора Моркова мав завдання обійти поляків, що відступали на Заслав через Жилинці і вдарити їм у фланг. Морков повинен був відрізати полякам відступ від Горині, а також захопити їхній табір із військовим реманентом і припасами. Морков швидко вирушив на світанку 18 червня й у 7 годині ранку прибув до Жилинець, де його зустріли 3,000 поляків генералів Юзефа Зайончка та Людвіка Трокіна.
Коронне військо відступило 15 червня під Полонне. Польські генерали вирішили продовжити відступ, оскільки вирішили, що не мають можливості захистити місто, яке не має укріплень. 17 червня Понятовський відійшов до Шепетівки, де отримав інформацію про те, що дивізія Любомирського знаходиться в Заславі. Він наказав Любомирському приєднатися до його сил поблизу Жилинців.
Під Жилинцями польський відділ генерала Зайончека зайняв позицію на горбі при дорозі Полонне-Заслав, з багнистою долиною на лівому крилі, плавним підйомом на правому і лісом у тилу. Трокін і Зайончек не зайняли між тим село Жилинці, а ліс заважав оглядати й передбачати можливий розвиток подій. Польський бойовий порядок складався з кінноти на флангах та піхоти у центрі. Зайончек послав гінця до Понятовського із проханням поспішити на допомогу.

## Початок битви

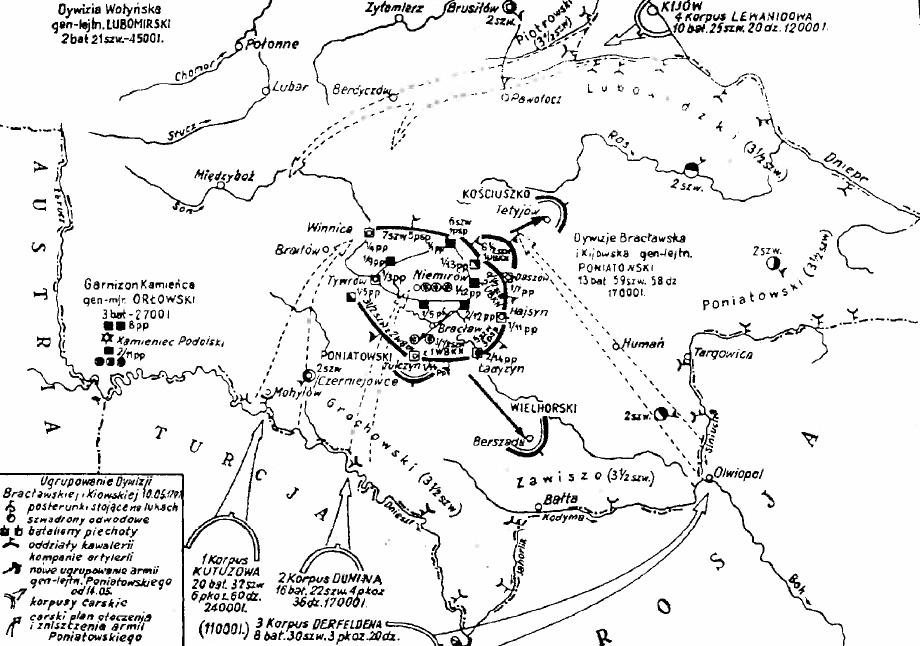
Російсько-польська війна 1792, початкове розташування військ на Правобережній Україні

О шостій ранку російські сили підійшли в колонах і під вогнем польської артилерії розгорнулися в бойовий порядок на рівнині, з кіннотою на флангах (Ольвіопольський і Воронізький гусарські полки на лівому крилі, кінні єгері Єлисаветградського полку на правому), в центрі стояла піхота, два єгерських і чотири гренадерських батальйони, із єгерським батальйоном Катеринославського полку у резерві, і ще одним батальйоном катеринославців і ескадроном кінноти в охороні табору. Користуючись відсутністю польської протидії росіяни зайняли Жилинці та розпочали під заслоною села прицільний обстріл польських лав.
О сьомій ранку на поле битви прибув князь Юзеф Понятовський, що призвело до втримання атаки росіян та до очевидного зміцнення польських сил. Ліве крило підпер полк кінноти, праве бригада кавалерії народової генерала Станіслава Мокроновського, а центр посилило ще два батальйони піхоти і 12 гармат. Інші відділи прибували протягом битви і зупинялися під заслоною лісу.
Дивізія Костюшка не підійшла під Жилинці, забезпечуючи прикриття від корпусів Дуніна і Леванідова.
Зважаючи на обстріл з боку села, Понятовський наказав очистити Жилинці від ворога, що усе ж не вдалося здійснити і село підпалили. (Інше джерело про цю подію пише так: інший російський відділ зайняв Жилинці, не осаджені поляками. По невдалій атаці кавалерії на село, князь Юзеф Понятовський наказав його підпалити, що призвело до втечі росіян. Дим заслонив полякам поле битви, і росіяни під його запоною вдарили на кавалерію на правому крилі (полк булави коронної), котра замість наступу на ворога зустріла його атаку на місці, була швидко розбита та вдалася до панічної втечі.

Битва під Жилинцями

## Перелом у битві
Завдяки втручанню князя Сангушка та офіцерів вдалося повернути кавалеристів, а тим часом російські вершники потрапили під сильний обстріл польської артилерії. Далі по ним з флангу вдарила кавалерія народова Мокроновського, що повернулася з утечі та бажала змити з себе її ганьбу, а з фронту їх атакувала польська кавалерія з другої лінії. Російська кіннота не витримала й відступила, втративши прапор. Для зміцнення ефекту Понятовський наказав генералу Чапському зміцнити польський натиск, але той зажадав письмового наказу, посилаючись на те, що усний є незрозумілим (Чапський був прибічником Торговицької конфедерації). Таким чином була втрачена можливість повністю розбити російське крило.
Після артилерійської підготовки у центрі до атаки рушили російські гренадери Катеринославського полку, а три батальйони польської піхоти, що складалися переважно з новобранців, не витримавши сильного обстрілу та штикової атаки росіян, втекли. Утікаюча піхота утворила прогалину у центрі, яку використали росіяни, і на додачу виникло замішання у резервному польському батальйоні. У ту прогалину рушив Понятовський на чолі двох батальйонів. Незважаючи на сильний обстріл польської артилерії і вогонь поляків, гренадери кілька разів піднімалися в атаки на багнети, але без успіху, понесли втрати від польського вогню й були змушені відступити.

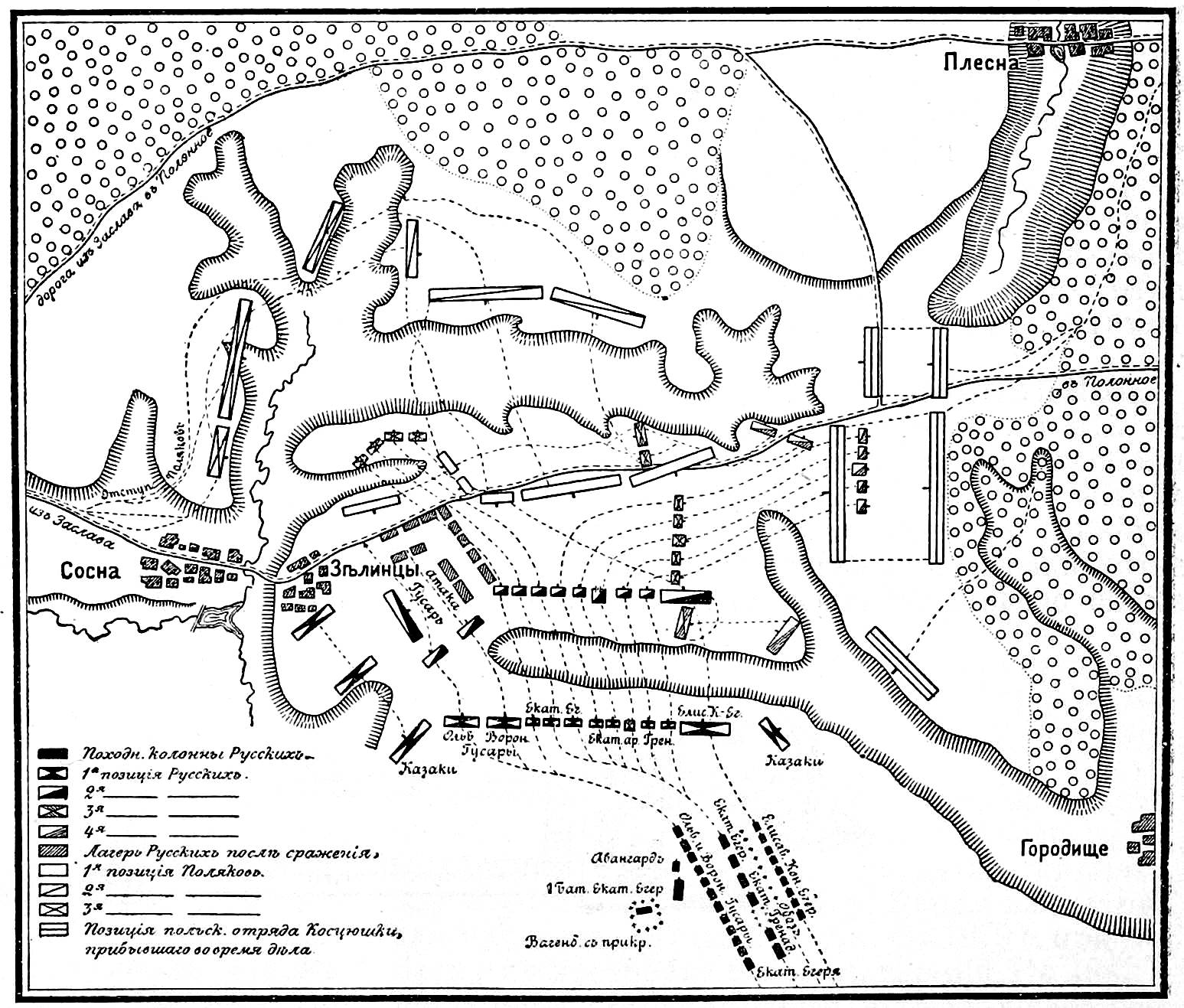
План бою

На лівому крилі так само почався російський натиск, під силою якого поляки почали відступати. Коли росіяни підійшли під вогонь польської артилерії, вдалося їх відігнати контратаками піхоти і зайняти попередні позиції.
Незважаючи на опір росіян на всіх ділянках фронту Понятовський постановив перебрати ініціативу сформувавши бойову групу з частин дивізії генерала Вельгорського (3 піхотних батальйони з полків Потоцького, Малчевського і острозької ординації, бригада кавалерії народової Дзєржка і авангард полку Юзефа Любомирського). Польська кіннота відтіснила російську, але генерал Вельгорський, побоюючись, що його піхота поступається російській, діяв самовільно й нерішуче, завдяки чому Морков зміг переформувати свої відділи. Але російський генерал не почувався впевнено і посилав до Каховського гінців з проханнями допомоги. Морков не отримав допомоги і вирішив вишикувати своє військо в каре та виходити з поля бою.

## Кінець битви

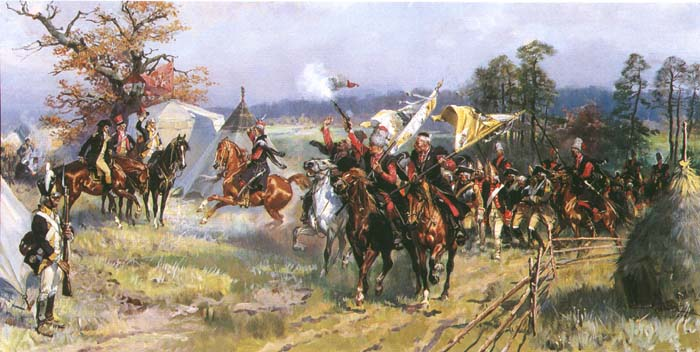
Картина Войцеха Коссака «Після битви під Зеленцями»

Приблизно о 5 годині по полудні битва закінчилася, і поле бою залишилося за поляками. Викрикнуто віват і по відпочинку, що тривав 2 години, відступ на Заслав відновився. Поле бою зайняв знову Морков, проголосивши себе переможцем, за що отримав орден Святого Георгія другого ступеня. Він заступив дорогу дивізії Косцюшка, що підтягнулася до місця події. Косцюшко, оцінивши, що ворог його переважає, через дві години протистояння відійшов, давши кілька артилерійських залпів по російських лавах. Наступного дня Косцюшко приєднався до головних сил коронної армії під Заславом.

## Наслідки
За російськими даними, поляки втратили щонайменше 800 чол., беручи до уваги поранених, і 2 гармати, а росіяни 730 людей.

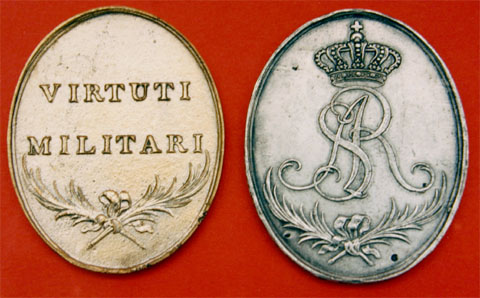
Знак ордена «Віртуті Мілітарі» 1792 рік

Битва під Жилинцями стала першою перемогою Війська Польського за багато років, і на честь цієї події король Станіслав Понятовський заснував найвищу військову нагороду Польщі, орден Віртуті Мілітарі. Але ця перемога не зупинила похід росіян на Варшаву, і польське військо продовжило відступ. Спроби зупинити росіян, спершись на фортецю в Острозі були облишені через загрозу оточення. Був ще один шанс дати бій під Дубно, але через брак припасів було вирішено відступати далі на захід до лінії Бугу.